# الشان حاجی‌زاده
الشان محمود اوغلو حاجی‌زاده (ترکی آذربایجانی: Elşən Mahmud oğlu Hacızadə ; متولد ۹ آگوست ۱۹۶۱) استاد آذربایجانی، دکترای علوم اقتصادی و عضو اتحادیهۀ بین‌المللی اقتصاددانان است.
وی در سال ۱۳۶۱ از دانشکدۀ حسابداری-اقتصادی موسسه اقتصادی آذربایجان به نام د. بنیادزاده فارغ‌التحصیل شد.